# Univerisiti Sains Islam Malaysia
Universidad Ciencias Islámica de Malasia (en Malayo: Universiti Sains Islam Malaysia - USIM) es una universidad pública situado en Nilai, estado de Negeri Sembilan, Malasia. USIM es duodécimo universidad pública en el país.

## Historia
Antes de convertirse en una universidad pública, USIM era conocido como Kolej Universiti Islam Malaysia - KUIM (Colegio Universidad Islámica de Malasia).

## Propósito del establecimiento
Los objetivos de USIM son para defender los estudios islámicos, traer los estudios islámicos en la corriente nacional de educación principal y hacer hincapié en el uso de tecnologías de la información en los sistemas educativos y de investigación. También existe un enfoque en el dominio del idioma árabe y el inglés, así como el idioma nacional, el malayo.

## Facultades
Hay ocho facultades en USIM; seis en campus de Nilai y dos en campus de Pandan Indah.

### Campus de Nilai

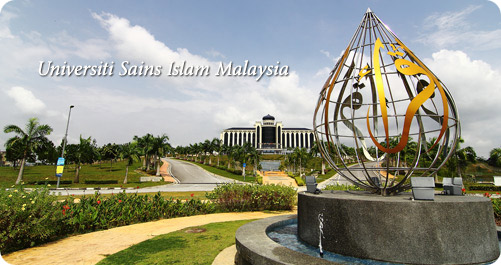
Campus de USIM, Bandar Baru Nilai, Negeri Sembilan

- Facultad de Corán y la Sunnah (FPQS)
- Facultad de Ciencia y Tecnología (FST)
- Facultad de Sharia y Derecho (FSU)
- Facultad de Liderazgo y Gestión (FKP)
- Facultad de Idiomas Principales (FPBU)
- Facultad de Económica y Muamalat (FEM)

### Campus de Pandan Indah
- Facultad de Facultad de Medicina y Ciencias Salud (FPSK)
- Facultad de Dientes (FPg)

## Centros

### Centros de Excelencia
- Instituto Gestión y Estudios de Fatwa Mundo (INFAD)
- Instituto de Finanzas Islámicas y Gestión Riqueza (IFWMI)

## Programa de graduados

### Programa de Pregrado
| Facultad                               | Curso | Español |
| -------------------------------------- | --- | --- |
| Facultad de Liderazgo y Gestión (FKP)  | Sarjana Muda Dakwah dan Pengurusan Islam dengan Kepujian (QI07) Sarjana Muda Kaunseling dengan Kepujian (QA19) Sarjana Muda Komunikasi dengan Kepujian (QA02) | Licenciado en Dawa Islámica y Gestión con honores Licenciado en Consejería con honores Licenciado en Comunicación con honores |
| Facultad de Corán y la Sunnah (FPQS)   | Sarjana Muda Pengajian Quran dan Sunnah dengan Kepujian (QI05)                                                                                                | Licenciado en coránicas y la Sunnah estudios con honores                                                                      |
| Facultad de Sharia y Derecho (FSU)     | Sarjana Muda Syariah dan Undang-Undang dengan Kepujian (QL04)                                                                                                 | Licenciado en Sharia y Derecho con honores                                                                                    |
| Facultad de Económica y Muamalat (FEM) | Sarjana Muda Pentadbiran Muamalat dengan Kepujian (QP21) | Licenciado en Muamalat Administraciones con honores                                                                           |
| Facultad de Ciencia y Tecnología (FST) | Sarjana Muda Sains dengan Kepujian (Bioteknologi Makanan) (QG07)                                                                                              | Licenciatura en Ciencias con honores (Biotecnología Alimentaria)                                                              |
| Facultad de Idiomas Principales (FPBU) | Sarjana Muda Bahasa Arab dan Komunikasi dengan Kepujian (QB05)                                                                                                | Licenciado en árabe y Comunicación con honores                                                                                |